# عشق ممنوع (ترانه سامر واکر و سیزا)
«عشق ممنوع» (به انگلیسی: No Love) ترانه‌ای از خوانندگان آمریکایی سامر واکر و سیزا می‌باشد که در دومین آلبوم استودیویی واکر تحت عنوان هنوزم برام مهم نیست (۲۰۲۱) قرار دارد. «نسخهٔ اسکتندد» این ترانه با رپر آمریکایی کاردی بی به‌همراهٔ موزیک ویدئو در ۲۵ مارس سال ۲۰۲۲ منتشر گردید.